# Hister criticus
Hister criticus är en skalbaggsart som beskrevs av Sylvain Auguste de Marseul 1861. Hister criticus ingår i släktet Hister och familjen stumpbaggar. Inga underarter finns listade i Catalogue of Life.